# Calliergon wickesii
Calliergon wickesii là một loài rêu trong họ Amblystegiaceae. Loài này được Grout mô tả khoa học đầu tiên năm 1939.